# Железничка станица Кагамиши
Железничка станица Кагамиши (јап. 鏡石駅) (Kagamiishi-eki) је железничка станица у Јапану у префектури Фукушима, варош Кагамиши на линији Тохоку, оператера ЈР Исток.

## Линија
Железничка станица Кагамиши се налази на линији Тохоку, на 208,8 км од почетне станице Токио. 

## Опис станице
Железничка станица Кагамиши има један острвски перона са местом за продају карата.
| 1 | ■ Главна линија Тохоку | за Коријама и Фукушима    |
| 2 | ■ Главна линија Тохоку | за Шин-Ширакава и Куроисо |

## Суседне станице
| «                    | Сервис               | »                    |
| Главна линија Тохоку | Главна линија Тохоку | Главна линија Тохоку |
| -------------------- | -------------------- | -------------------- |
| Јабуки               | -                    | Сукагава             |

## Историја
Железничка станица Кагамиши отворена је 25. јуна 1911. године. Оператер је ЈР Исток након приватизације од стране Јапанске националне железнице (JNR) 1. априла 1987. године.